# Ercuis (azienda)
Ercuis è un'azienda francese di argenteria fondata nel 1867 e acquisita da Sambonet Paderno Industrie nel 2015.
Dal 1978 fa parte del Comité Colbert, che include le principali aziende francesi del settore lusso.

## Storia
Ercuis viene fondata nel 1867 nell'omonima cittadina di Ercuis, dipartimento dell'Oise, da padre Adrien Céleste Pillon, sacerdote del paese. L'iniziativa porta una certa prosperità in città e l'azienda continua come Orfèvrerie d’Ercuis nel 1885. Ercuis converte quindi la produzione da argenteria religiosa a quella per la tavola, aprendo la prima Boutique a Parigi, collaborando con il produttore Georges Maës e, nel 1932, realizza forniture per il transatlantico Normandie.
Dopo la Seconda Guerra Mondiale Ercuis si rivolge a clientele di prestigio, navi da crociera e alberghi di lusso. Nel 1980 fornisce oggetti e accessori per il Simplon Orient Express. In tempi recenti il marchio ha collaborato con chef quali Anne-Sophie Pic e i designer Catherine e Bruno Lefebvre per la posata Apostophe.
Nell'ottobre 2015 Ercuis viene acquisita dal gruppo italiano Sambonet Paderno Industrie, che rileva inoltra la partecipazione al 55,25% nelle porcellane Raynaud. Nel 2016 Antoine de Rémur riceve l'incarico di Direttore Generale.
Nel 2016 l'artigiano e orafo Patrick Defacq, in Ercuis dal 1980, viene insignito del titolo di Cavaliere delle Arti e Lettere da parte del Ministero della cultura Francese.